# A Raña
A Raña es un caserío español situado en la parroquia de Orbán, del municipio de Villamarín, en la provincia de Orense, Galicia.

## Demografía
| Gráfica de evolución demográfica de A Raña entre 2000 y 2023 |
|                                                              |
| Datos según el nomenclátor publicado por el INE.             |